# Pic Talgar
Le pic Talgar (en kazakh : Талғар Шыңы, en russe : пик Талгар) est le point culminant du Trans-Ili Alataou dans les monts Tian. Il doit son nom à la proximité de la ville de Talgar et de la rivière qui la traverse.

## Ascension
La première ascension du pic a eu lieu en 1938, par un groupe d’alpinistes russes de Stalinska (actuellement Novokouznetsk) composé de L. Koutoukhtin, G. Makatrov et I. Kropotov.